# Carlos Julio Martínez
Pour les articles homonymes, voir Carlos Martínez et Martínez.
Carlos Julio Martínez Rivas, abrégé Carlos Julio Martínez, né le 4 février 1994 à Santo Domingo Este, est un footballeur international dominicain, possédant également la nationalité espagnole. Il évolue au poste d'arrière droit au CD Mirandés.

## Carrière

### En club
Carlos Julio Martínez rejoint lors de l'été 2016 le Marbella FC.

### En sélection
Il débute en sélection le 7 décembre 2012 lors d'un match contre Antigua-et-Barbuda.

## Statistiques
| Saison                | Club                  | Championnat           | Championnat | Championnat | Coupe(s) nationale(s) | Coupe(s) nationale(s) | Total | Total |
| Saison                | Club                  | Division              | M.          | B.          | M.                    | B.                    | M.    | B.    |
| 2014-2015             | Villarreal CF B       | Segunda División B    | 8           | 0           | -                     | -                     | 8     | 0     |
| 2015-2016             | Villarreal CF B       | Segunda División B    | 30          | 0           | -                     | -                     | 30    | 0     |
| Sous-total            | Sous-total            | Sous-total            | 38          | 0           | -                     | -                     | 38    | 0     |
| 2016-2017             | Marbella FC           | Segunda División B    | 29          | 0           | -                     | -                     | 29    | 0     |
| 2017-2018             | Marbella FC           | Segunda División B    | 34+2        | 2+0         | 2                     | 0                     | 38    | 2     |
| Sous-total            | Sous-total            | Sous-total            | 65          | 2           | 2                     | 0                     | 67    | 2     |
| 2018-2019             | CD Mirandés           | Segunda División B    | 20          | 0           | 1                     | 0                     | 21    | 0     |
| 2019-2020             | CD Mirandés           | Segunda División      | 17          | 0           | 3                     | 0                     | 20    | 0     |
| Sous-total            | Sous-total            | Sous-total            | 37          | 0           | 4                     | 0                     | 41    | 0     |
| Total sur la carrière | Total sur la carrière | Total sur la carrière | 140         | 2           | 6                     | 0                     | 146   | 2     |